# Sistaróc község
Sistaróc község (románul: Comuna Șiștarovăț) község Arad megyében, Romániában. Központja Sistaróc, beosztott falvai Lábas, Mészdorgos, Temeskövesd.

## Népessége
A 2011-es népszámlálás adatai alapján a község népessége 358 fő volt.